# Armoriale dei comuni della provincia di Potenza
Questa pagina contiene le armi (stemmi e blasonature) dei comuni della provincia di Potenza.
| Stemma                          | Comune e blasonatura | Gonfalone e/o Bandiera           |
| ------------------------------- | --- | -------------------------------- |
|                                 | Abriola D'argento, a tre monti di verde, moventi dalla punta, cimati di un cinghiale, rivolto, addossato ad una quercia, il tutto al naturale. Gonfalone: drappo di azzurro… |                                  |
|                                 | Acerenza Scudo sormontato da una corona ducale, con al centro due mani che si stringono, dalla cui unione spunta una rosa. Sotto di esse sono riportate le lettere: "M. F.", quale sigla di Maxima Fides. Gonfalone: Drappo rettangolare di colore oro, con la parte inferiore frangiata, con al centro su sfondo azzurro, lo stemma incorniciato da un ramoscello di quercia e da uno di olivo, sormontato dalla scritta: "COMUNE DI ACERENZA". |                                  |
|                                 | Albano di Lucania Una quercia stilizzata riportante ai lati del tronco, a sinistra la lettera A e a destra la L. |                                  |
|                                 | Anzi D'azzurro alla torre gradata di due pezzi d'argento, fondata su un monte di tre cime di verde, e sormontata da tre spighe di grano di oro Gonfalone: drappo palato di verde, di bianco e di rosso… |                                  |
|                                 | Armento D'oro, alla figura umana effigiante San Luca, di carnagione, in maestà, mitrata d'argento, aureolata d'azzurro, barbuta di bianco al naturale, vestita con la tunica dello stesso, con il pallio verde, benedicente con la mano destra e tenente con la mano sinistra il pastorale in sbarra d'azzurro, con i piedi ignudi, seduta sul cavallo gaio, baio al naturale. Gonfalone: Drappo partito di bianco e d'azzurro riccamente ornato di ricami d'argento e caricato dello stemma sopra descritto con la iscrizione centrata in argento recante la denominazione del Comune. D.P.R. del 25 giugno 1986 |                                  |
|                                 | Atella Partito d'azzurro e d'oro, alla leonessa seduta con una palla di cannone nella zampa destra che tiene sollevata. |                                  |
|                                 | Avigliano Albero di avellana impiantato su quattro monti, due leoni rampanti ai piedi. |                                  |
|                                 | Balvano |                                  |
|                                 | Banzi D'azzurro, al castello di rosso, mattonato di nero, munito di tre torri, ognuna merlata di tre alla guelfa, il fastigio privo di merli, esso castello finestrato di cinque di nero, tre finestre poste nelle torri, due sotto le torri laterali, chiuso dello stesso, fondato in punta, sormontato dalla nube di argento, caricata dalla effigie della Beata Vergine Maria (testa, collo, braccia, busto), il viso e le mani di carnagione, aureolata d'oro, capelluta di nero, vestita con la tunica e con il manto di rosso, tenente con il braccio e la mano destra il Divin Figlio, di carnagione, capelluto di nero, aureolato d'oro, tenente con la mano sinistra il mondo d'oro con la crocetta dello stesso. Ornamenti esteriori da comune. Gonfalone: Drappo di bianco, riccamente ornato di ricami d'argento e caricato dallo stemma con la iscrizione centrata in argento, recante la denominazione del Comune. D.P.R. del 20 ottobre 1998 |                                  |
|                                 | Baragiano D'azzurro, ad un campanile d'argento, murato, aperto, campanato e banderuolato di rosso, accompagnato nel cavo da due stelle d'oro, e sostenuto da un capriolo rovesciato, ondato d'argento. |                                  |
|                                 | Barile |                                  |
| Stemma in forma aulica          | Bella D'azzurro, al castello d'argento con tre torri, con su quella mediana un Genio armato d'asta e di scudo -Bellona o Bellum o Guerra- con intorno tre lettere iniziali: P.F.C., cioè Prudentia, Fidelitas, Concordia. Gonfalone: drappo palato di verde di bianco e di rosso… |                                  |
|                                 | Brienza Scudo sannitico con una fascia mediale riportante l'iscrizione "BRIENZA FEDELE" che divide lo stemma in due campi. In quello superiore tre torri su fondo azzurro alludono al Castello Caracciolo, mentre in quello inferiore due braccia con mani si stringono in segno di amicizia e solidarietà. Esso, infine, è sormontato da una corona marchesale Gonfalone: drappo di bianco ai pali di verde e di rosso… |                                  |
|                                 | Brindisi Montagna Due covoni di spighe sormontati da una croce. |                                  |
|                                 | Calvello Raggi di sole ed una pecora in campo. Raggi color oro, pecora bianca, prato verde, fondo cielo. |                                  |
|                                 | Calvera Un leone rampante con una fascia in mezzo. |                                  |
|                                 | Campomaggiore Lo stemma, composto dai colori araldici rappresenta una donna in piedi sotto un albero fronzuto verso il quale solleva la mano sinistra, con la dritta regge la cornucopia, a terra tien davanti la falce ed un covone di grano ed alle spalle un campo di grano. Gonfalone Drappo partito di giallo e di verde… |                                  |
|                                 | Cancellara D'argento, cancellato di dodici ferri, sei in banda, sei in sbarra, di nero. Ornamenti esteriori di Comune. D.P.R. del 29 dicembre 1995 Gonfalone: Drappo di bianco, riccamente ornato di ricami d'argento e caricato dallo stemma comunale con la iscrizione centrata in argento, recante la denominazione del Comune. Le parti in metallo ed i cordoni saranno argentati. L'asta verticale sarà ricoperta di velluto bianco, con bullette argentate poste a spirale. Nella freccia sarà rappresentato lo stemma del Comune e sul gambo inciso il nome. Cravatta con nastri tricolorati dai colori nazionali frangiati d'argento. |                                  |
|                                 | Carbone Di azzurro, al monte all'italiana di tre colli, d'argento, fondato in punta, il colle centrale cimato dalla fiamma di rosso, il tutto accompagnato in capo dalla stella di cinque raggi, d'argento. Gonfalone: Drappo di bianco. D.P.R. del 24 maggio 2005 |                                  |
|                                 | Castelgrande Di azzurro, alla torre di argento, murata di nero, merlata alla guelfa di tre, finestrata di uno sotto la merlatura, di nero, munita di due marcapiani, essa torre chiusa di nero, la porta sormontata dal piccolo fiore di sei petali di argento, fondata sulla campagna diminuita di verde. Ornamenti esteriori da Comune. D.P.R. del 13 luglio 2004 Gonfalone: drappo partito di bianco e di azzurro… |                                  |
|                                 | Castelluccio Inferiore Castello merlato con porta visibile a metà; sul castello due torri merlate disuguali. |                                  |
|                                 | Castelluccio Superiore D'argento, al castelluccio di rosso, mattonato di nero, aperto del campo, merlato alla guelfa di quattro, munito della torre centrale, di rosso, mattonata di nero, finestrata del campo, merlata alla guelfa di quattro. Ornamenti esteriori da Comune D.P.R. del 30 luglio 2001 Gonfalone: Drappo di rosso… |                                  |
|                                 | Castelmezzano D'azzurro ai due cavalieri su un unico cavallo uno con la spada l'altro con una lancia. |                                  |
|                                 | Castelsaraceno Un saraceno con balteo e scimitarra, poggiante i piedi su tre monti, avendo entrambe le mani un grosso albero sradicato a simbolo di prodigiosa fortezza, con la scritta “FORTES INVICTI, ROBORIS PRODIGIA”. |                                  |
|                                 | Castronuovo di Sant'Andrea D'azzurro, alla torre munita di tre torricelle coperte, d'oro murata di nero, fondata in punta, merlata alla guelfa di quattro, chiusa di nero, finestrata di cinque dello stesso, due finestre in fascia sopra la porta, una in ogni torricella. Sotto lo scudo, su lista bifida e svolazzante di azzurro, la scritta in lettere maiuscole di nero, SANCTUS ANDREAS AVELLINUS PRAECLARUS FILIUS MEUS. Ornamenti esteriori da Comune. Gonfalone: drappo di giallo… Concessione di stemma e gonfalone D.P.R. del 13 marzo 2017 |                                  |
|                                 | Cersosimo D'argento, alla quercia sradicata al naturale, fruttata d'oro. Gonfalone: drappo di azzurro… |                                  |
|                                 | Chiaromonte D'azzurro, al monte di cinque cime di foggia tedesca, fondato in punta, d'argento, accompagnato da due stelle, di sei raggi, dello stesso, poste nei cantoni del capo. Ornamenti esteriori da comune Gonfalone: Drappo bianco riccamente ornato di ricami d'argento e caricato dello stemma comunale con l'iscrizione centrata in argento recante la denominazione del comune. Le parti in metallo ed i cordoni saranno argentati. L'asta verticale sarà ricoperta di velluto bianco, con bullette argentate poste a spirale. Nella faccia sarà rappresentato lo stemma del comune e sul gambo inciso il nome. Cravatta con nastri ricolorati dai colori nazionali frangiati d'argento |                                  |
|                                 | Corleto Perticara Un agnello bianco su libro rosso; esso tra le zampe trattiene l'asta di una bandiera rossa alla cui estremità c'è una croce. sul drappo della bandiera vi è la scritta: "cor vivit subter constantio laetum". In alto a sinistra campeggia una stella e un cuore rosso. Il tutto è racchiuso in uno scudo con fondo cielo nella parte superiore e in quella inferiore di color terra Gonfalone: drappo di giallo… |                                  |
| Stemma in uso                   | Episcopia Campo di cielo, ad una torre di giallo finestrata e aperta di nero, merlata di tre alla guelfa e fondata su un monte all'italiana di tre cime di verde; il tutto abbassato ad un capo d'azzurro caricato da tre croci d'argento ordinate in fascia. Ornamenti esteriori da Comune. D.P.R. del 10 settembre 1982 Gonfalone: drappo partito di azzurro e di giallo… | Gonfalone in uso                 |
|                                 | Fardella Di rosso alle tre fasce d'argento; a tre stelle d'oro, raggiate di cinque, ordinate in fascia, sulla prima fascia. Gonfalone: drappo di bianco… |                                  |
|                                 | Filiano D'argento, al monte all'italiana di verde su cui è poggiato un aratro, accompagnato nel canton destro del capo da un fascio di tre spighe di grano al naturale. Ornamenti esteriori da Comune. D.P.R. del 4 ottobre 1955 e registrato alla Corte dei Conti il 17 dicembre 1955 - Reg. n. 11 - Presidenza - Fog. n. 106 trascritto nel Registro Araldico dell'Archivio Centrale dello Stato il 20 marzo 1956 Gonfalone: Drappo di colore bianco al palo di verde, riccamente ornato di ricami d'argento e caricato dello stemma sopra descritto con l'iscrizione centrata in argento: Comune di Filiano. Le parti di metallo ed i cordoni saranno argentati. L'asta verticale sarà ricoperta di velluto verde con bullette argentate poste a spirale. Nella freccia sarà rappresentato lo stemma del Comune e sul gambo inciso il nome. Cravatta e nastri tricolorati dai colori nazionali frangiati d'argento |                                  |
|                                 | Forenza Di azzurro, alla quercia di verde, fustata al naturale, ghiandifera di nove, d'oro, nodrita nella pianura erbosa di verde, il tronco attraversato dal bue di argento, fermo, con i quattro arti attraversanti sul verde, con la testa posta di tre quarti. Ornamenti esteriori da Comune D.P.R. del 28 gennaio 2004 Gonfalone: Drappo di bianco con la bordatura di azzurro… |                                  |
|                                 | Francavilla in Sinni Rappresentato da simbologia allegorica raffigurante una Mitria Vescovile recante una croce (Podestà baronale del Priore di San Nicola), una bilancia (Amministrazione di giustizia), sormontati da una Corona turrita e circondata da rami di alloro e quercia, con sottostante scritta FRANCAVILLA sul SINNI Gonfalone: drappo di bianco… |                                  |
|                                 | Gallicchio Un fondo azzurro, un gallo di oro, sostenuto da un monte di tre cime di verde e sostenente con la zampa una freccia di rosso, in atto di lanciarla, donde Galli-ictus Gonfalone: drappo di azzurro… |                                  |
|                                 | Genzano di Lucania |                                  |
|                                 | Ginestra Braccio con mazza municipale in mano, mazza color oro, fondo azzurro, abito del braccio rosso con scritta nella parte superiore la parola “ZHURIAN”. Gonfalone: Drappo azzurro, riccamente ornato di ricami d'oro e caricato dello stemma con l'iscrizione centrata in oro “Comune di Ginestra”. Cravatta con nastri tricolori nazionali frangiati d'oro. |                                  |
|                                 | Grumento Nova Una torre alata e dalle ali le scaturigini di due fiumi col verso: "Illa ego quae alatis nitebar turris olim" |                                  |
|                                 | Guardia Perticara Gonfalone: drappo di bianco bordato di azzurro… |                                  |
| Stemma presente sul gonfalone   | Lagonegro Smergo sorante dalle acque e mirante una stella, accompagnato dal motto: Immersus emergo Gonfalone: drappo di azzurro. Lo stemma è inscritto in uno scudo sannitico rosso… |                                  |
|                                 | Latronico Di azzurro, ai tre colli all'italiana, uniti, ristretti, d'oro, il colle centrale più alto, accompagnati in capo da tre stelle di cinque raggi, di argento, ordinate in fascia. Ornamenti esteriori da Comune Gonfalone: Drappo di bianco con la bordatura di azzurro… |                                  |
|                                 | Laurenzana Tre monti percorsi da tre comete di argento con in alto librata una colomba |                                  |
|                                 | Lauria Gonfalone: drappo di azzurro… |                                  |
|                                 | Lavello D'oro, alla torre di pietra di due palchi su terrazza di verde, chiusi e finestrati di due, merlati di quattro alla ghibellina: il palco superiore, fiammeggiante di tre, è accostato da due rose di rosso. Ornamenti esteriori da Città D.P.R. dell'8 novembre 1966 e D.P.R. 12 novembre 2001 Gonfalone: drappo di giallo, riccamente ornato di ricami d'oro e caricato dello stemma sopra descritto con la iscrizione centrata in oro: Città di Lavello. Le parti di metallo ed i cordoni saranno dorati. L'asta verticale sarà ricoperta di velluto del colore del drappo, con bullette dorate poste a spirale. Nella freccia sarà rappresentato lo stemma del Comune e sul gambo inciso il nome. Cravatta e nastri tricolorati dai colori nazionali frangiati d'oro |                                  |
|                                 | Maratea di cielo, alle tre torri di argento, murate di nero, merlate alla guelfa di quattro, finestrate di due, di nero, chiuse dello stesso, munite di due forti marcapiani, fondate sulla pianura di azzurro, mareggiata di argento, la torre centrale cimata dall'aquila bicipite, di nero. Ormanenti esteriori da Città Gonfalone: drappo di bianco con la bordatura di azzurro D.P.R. del 27 febbraio 2009 |                                  |
|                                 | Marsico Nuovo Scudo diviso in due campi, circondato da cornice con volute suddivisa in settori trasversali stellati. Campo superiore: cane levriere bianco al centro su fascia con scritta “F. ET A.” (fidelis et amans) riferita al cane stesso, e, rispettivamente a destra e sinistra, mitria e pastorale vescovili. Campo inferiore con fondo color argento: delimitato da una “T” color rosso che a sua volta crea due campi con tre fasce rosse trasversali rettilinee a sinistra e una sola fascia ondeggiante a destra, pure di colore rosso. Scudo sormontato da corona regia”. Nella parte inferiore sinistra dello stemma insiste un ramoscello di agrifoglio con foglie di colore verde e bacche di colore dorato, mentre sulla parte inferiore destra dello stesso è presente un ramoscello di quercia con foglie di colore verde e ghiande di colore dorato. I due ramoscelli sono uniti tra di loro, con forma a “U” da un nastrino tricolore. Gonfalone: Drappo a forma di scudo di colore azzurro sul quale è apposto lo stemma del comune. Sulla parte superiore dello stemma è riportata la scritta “Comune di”, mentre sulla parte Inferiore dello stesso è riportata la scritta “Marsico Nuovo”.                                             |                                  |
|                                 | Marsicovetere |                                  |
|                                 | Maschito D'argento, all'aquila di nero dal volo spiegato, accompagnata nel canton destro dal grappolo d'uva al naturale. Ornamenti esteriori da Comune Gonfalone: Drappo partito di nero e di bianco… |                                  |
|                                 | Melfi Scudo di foggia sannitica con campo d'oro recante al centro Basilisco verde con lingua rossa sostenuto dalla vetta centrale di un monte di tre cime color verde con contorno nero, sormontato da corona con torri d'oro e circondato da due rami di alloro e di quercia legati in basso da un nastrino tricolore al centro. Gonfalone: Drappo partito di giallo e di verde, riccamente ornato di ricami d'oro e caricato dello Stemma civico sormontato dall'iscrizione, convessa verso l'alto, pure in oro, "CITTÀ DI MELFI". |                                  |
|                                 | Missanello D'azzurro, alle cinque losanghe d'argento, poste 2, 1, 2. Ornamenti esteriori da Comune. Gonfalone: Drappo di bianco alla bordura di azzurro… 22 luglio 1991 |                                  |
|                                 | Moliterno Scudo incrociato di decorazioni, al suo interno una torre merlata che si regge su tre colli. In alto la torre è sormontata da un leone che si regge sulle due zampe posteriori. A fare da cappello allo scudo, una corona regia. |                                  |
|                                 | Montemilone D'azzurro, ad un monte di tre cime di verde, movente dalla punta dello scudo e sormontato da due M. accostate di oro. |                                  |
|                                 | Montemurro Di Rosso, al monte di tre cime alla tedesca d'oro, fondato in punta, accompagnato in capo dalla V in carattere lapidario Romano, d'argento. Ornamenti esteriori da Comune Gonfalone: Drappo di bianco riccamente ornato di ricami d'argento e caricato dello stemma comunale con iscrizione centrata in argento recante la denominazione del Comune. Le parti di metallo e i cordoni saranno argentati. L'asta verticale sarà ricoperta di velluto bianco con bullette argentati poste a spirale. Nella freccia sarà rappresentato lo stemma del Comune e sul gambo inciso il nome. Cravatta con nastri tricolorati dai colori nazionali frangiati d'argento. |                                  |
|                                 | Muro Lucano D'azzurro, al castello torricellato di tre, d'argento, murato di nero, ciascuna torre merlata di tre alla guelfa, quella centrale più elevata, sostenuto da due leoni d'oro, contro rampanti al castello; il tutto fondato sulla campagna d'argento, caricata dalla scritta MURO in caratteri lapidari in nero. Ornamenti esteriori da Comune Gonfalone: drappo troncato di bianco ed azzurro riccamente ornato di ricami d'argento e caricato dello stemma sopra descritto con l'iscrizione centrata in argento: Comune di Muro Lucano D.P.R. del 20 giugno 1984, concessione di stemma e gonfalone |                                  |
|                                 | Nemoli D'azzurro, alle tre querce al naturale, la centrale più alta, nodrite nella pianura erbosa di verde, accompagnate in capo dalla scritta in lettere maiuscole romane di rosso, NEMUS OLIM. Ornamenti esteriori da Comune D.P.R. № 2689 del 10 febbraio 1986 |                                  |
|                                 | Noepoli Gonfalone: drappo di azzurro… |                                  |
|                                 | Oppido Lucano lupo rampante in riquadro rettangolare su fondo oro, sormontato da corona turrita e sorretto da rami incrociati di olivo e di quercia, tenuti legati da nastro tricolore Gonfalone: drappo troncato di giallo nella parte superiore e di rosso nella parte inferiore, caricato al centro da lupo rampante rosso in riquadro su fondo oro, sormontato da corona turrita e sorretto nella parte inferiore da un ramo di olivo e da un ramo di quercia incrociati e tenuti insieme da nastro tricolore |                                  |
|                                 | Palazzo San Gervasio Gonfalone: stendardo di fondo bianco, forma rettangolare convergente nel lato di base a triangolo. In alto, al centro, la scritta in oro “COMUNE DI” con sotto una corona sveva raffigurante un castello con cinque torri merlate. Più sotto, uno stemma a medaglione con la rappresentazione di castello medievale compreso due torri cilindriche con merlature guelfe. A ciascun lato un pino.Sovrasta, il tutto nell'area azzurra, una stella a cinque punte. Appena sotto, un serto, un ramo di quercia, con foglie verdi e ghiande e ramo di corniolo con foglie verdi e bacche, tenuti insieme al centro da sostegno ligneo o giogo e fermati da nastro ornamentale azzurro. Subito sotto, nella parte bassa, in caratteri grandi e aurei, in svolgimento semiellittico, la scritta “PALAZZO SAN GERVASIO” |                                  |
|                                 | Paterno D'azzurro all'albero al naturale, nodrito sulla campagna di verde, solcata dal fiume d'azzurro posto in sbarra, accompagnato in capo da dodici tortelli di verde, ordinati in fascia; sul tutto, attraversante, l'architrave d'oro con la scritta PATERNICUM, in lettere capitali romane di nero, sorretta da due colonne lisce, munite di capitello dorico, ugualmente d'oro. Ornamenti esteriori da Comune. Gonfalone: Drappo d'azzurro riccamente ornato di ricami d'argento e caricato dello stemma comunale con la iscrizione centrata in argento: Comune di Paterno. Le parti di metallo ed i cordoni saranno argentati. L'asta verticale sarà ricoperta di velluto azzurro con bullette argentate poste a spirale. Nella faccia sarà rappresentato lo stemma del Comune e sul gambo inciso il nome. Cravatta con nastri tricolorati dai colori nazionali frangiati d'argento. |                                  |
| Versione presente sul gonfalone | Pescopagano Gonfalone: drappo di rosso… |                                  |
|                                 | Picerno Stemma diviso in due campi. Nel superiore una mitra con lettere R.F. (Romana Fortitudo) e nell'inferiore un cane all'impiedi ed un braccio con una coppa in mano. |                                  |
|                                 | Pietragalla Un gallo posto su tre colli, sormontato da una corona Gonfalone: drappo di azzurro… |                                  |
|                                 | Pietrapertosa D'azzurro, ad una torre in rovina d'argento, in cui è aperta una breccia, o pertugio, del campo; fondata su un monte di tre cime di verde ed accostata da due leoni controrampanti d'oro. Gonfalone: Drappo di seta azzurro riccamente arabescato con ricami color argento e caricato dallo stemma con l'iscrizione centrata in argento recante la denominazione del comune. Le parti di metallo, le frange e i cordoni sono dorati. La cravatta raffigura il tricolore italiano. |                                  |
|                                 | Pignola un pino con due leoni col motto: “PINEA SUM DICTA ET DICORA A NOMINA FORTIS”. |                                  |
|                                 | Potenza D'azzurro, alla fascia cucita di rosso, attraversata dal leone d'oro, coronato del medesimo, sormontato in capo da tre stelle d'argento poste in fascia Gonfalone: Drappo di giallo, caricato dello stemma con l'iscrizione centrata in oro: Città di Potenza |                                  |
| Stemma nella versione sannitica | Rapolla Due serpi attorcigliate col motto "Agnus Deo" fissati su uno scudo sormontato da una Torre. Un ramo di quercia ed un ramo di olivo contornano lo stemma Gonfalone: Drappo di azzurro… |                                  |
|                                 | Rapone Di azzurro, al braccio destro posto in fascia, movente dal lembo sinistro, vestito di rosso, la mano e il polso di carnagione, la mano afferrante lo stiletto di argento, guarnito d'oro, posto in palo, con la punta all'insù, esso braccio accompagnato in capo dal sole orizzontale destro, d'oro, e in punta dalle due montagne, fondate in punta, di verde, la montagna a sinistra con il declivio destro parzialmente celato dalla montagna a destra. Ornamenti esteriori da Comune D.P.R. del 23 luglio 2004 Gonfalone: Drappo di bianco con la bordatura di azzurro… |                                  |
|                                 | Rionero in Vulture Corona ducale con sottostante una mano impugnante una daga di color ferro, lo scudo è ornato di pampini e rose su campo celeste |                                  |
|                                 | Ripacandida d'azzurro chiaro, al leone d'oro, lampassato di rosso, cimato dalla corona ducale, d'oro, posta in sbarra abbassata, e sostenuto dalla catena montuosa del Vulture, di sette cime, di verde boscato al naturale, poco elevate e poste 4-3, il tutto movente dalla punta a dai fianchi dello scudo accartocciato. Ornamenti esteriori da comune Gonfalone: drappo d'azzurro, leggermente appuntato, riccamente ornato di ricami d'argento, caricato dello stemma Comunale, recante in capo la iscrizione centrata in argento della denominazione del Comune (scritta convessa verso l'alto in tutte lettere maiuscole). Contornato a destra da una fronda d'alloro fogliata al naturale fruttifera di rosso; a sinistra da una fronda di quercia fogliata e ghiandifera al naturale, decussati sotto la punta dello scudo e annodati da un nastro tricolorato. Le parti di metallo ed i cordoni saranno argentati. L'asta verticale sarà ricoperta di velluto del colore del drappo con bullette argentate poste a spirale. Nella freccia sarà rappresentato lo stemma del Comune e sul gambo inciso il nome. Cravatta con nastri ricolorati dai colori nazionali frangiati d'argento Deliberazione del Consiglio Comunale nº 26 del 27 settembre 2010 |                                  |
|                                 | Rivello Leone coronato gradiente su tre monti, col motto: His armis utitur Rivellum Gonfalone: drappo partito di bianco e di azzurro… |                                  |
|                                 | Roccanova D'azzurro, al castello d'argento murato di nero, merlato di sei alla guelfa, torricellato di un pezzo centrale merlato di tre alla guelfa. Ornamenti esteriori da Comune D.P.R. del 23 giugno 1983 Gonfalone: Drappo partito di bianco e d'azzurro… |                                  |
|                                 | Rotonda Di azzurro, alla torre d'argento, murata di nero, merlata alla guelfa di cinque, finestrata e chiusa dello stesso, sostenuta dalle sommità di tre montagne, di verde, fondate in punta, le montagne laterali con i declivi parzialmente celati dalla montagna centrale, questa caricata dal fiume, posto in banda alzata a sinistra, desinente in punta, di azzurro, fluttuoso di argento. Ornamenti esteriori da Comune D.P.R. del 30 marzo 2004 Gonfalone: drappo di bianco con la bordatura di azzurro… Gonfalone precedentemente in uso: drappo di rosso… | Gonfalone precedentemente in uso |
|                                 | Ruoti |                                  |
|                                 | Ruvo del Monte D'azzuro ai tre monti al naturale sormontati dalla lettera R dorata con soprastante un braccio recante un giglio Gonfalone: Drappo di colore azzurro, riccamente ornato di ricami d'oro, con simboli floreali sui laterali, a partire dalla metà verso il basso dove si incrociano nella frangia centrale. Al centro due rami intrecciati, uno di alloro e l'altro di quercia che racchiudono, a semicerchio lo stemma, con in alto l'iscrizione centrata in oro della denominazione del Comune |                                  |
|                                 | San Chirico Nuovo |                                  |
|                                 | San Chirico Raparo D'azzurro a tre torri d'argento, finestrate ciascuna di due e murate di rosso, quella centrale più elevata, tutte merlate alla guelfa di quattro e terrazzate di verde, quelle laterali sormontata ciascuna dal giglio d'oro. Ornamenti esteriori da Comune D.P.R. del 24 novembre 1983 Gonfalone: drappo di bianco… |                                  |
|                                 | San Costantino Albanese |                                  |
|                                 | San Fele Tre monti e sul medio un genio ignudo alato con un globo nella mano sinistra. |                                  |
|                                 | San Martino d'Agri In campo azzurro un cavaliere su cavallo bianco che dona la propria mantella a un uomo nudo, in basso un fiocco che lega insieme un ramo d'Ulivo e uno di Rovere Gonfalone: Drappo color celeste, ornato di ricami dorati che circondano lo stemma comunale a sua volta sovrastato dalla denominazione del comune. Le parti di metallo sono argentate, mentre i cordoni sono dorati e frangiati. Cravatta con nastri tricolorati dai colori nazionali e frangiati d'oro. |                                  |
|                                 | San Paolo Albanese |                                  |
|                                 | San Severino Lucano D'azzurro al monte a tre balze, di verde, fondato in punta, all'albero di verde, nodrito sul maggiore. |                                  |
|                                 | Sant'Angelo Le Fratte |                                  |
|                                 | Sant'Arcangelo |                                  |
|                                 | Sarconi |                                  |
|                                 | Sasso di Castalda D'azzurro, alle tre torri d'argento, murate di nero, merlate alla guelfa, sostenute da tre montagne di verde fondate in punta. Ornamenti esteriori di Comune. D.P.C.M. n. 4420 del 4 ottobre 1986 Gonfalone: drappo partito di bianco e di verde… |                                  |
|                                 | Satriano di Lucania Troncato: al primo di cielo, al monte di verde, di due cime, su ciascuna delle quali è posta una torre d'oro, aperta di nero e finestrata di due dello stesso, merlata alla guelfa di tre, esse torri sormontate da tre stelle d'oro, disposte in fascia; al secondo d'azzurro, alle tre spighe d'oro; alla fascia in divisa d'argento posta sulla partizione. Gonfalone: drappo partito di bianco e di azzurro… |                                  |
|                                 | Savoia di Lucania D'argento ad una pianta di salvia sradicata di verde Gonfalone: Drappo di colore verde, riccamente ornato di ricami d'argento e caricato dello stemma comunale con l'iscrizione centrata in argento recante la denominazione del Comune. |                                  |
|                                 | Senise Una lupa lattante un bambino e due fiumi di lato al suolo ove il bambino poggia i piedi. |                                  |
|                                 | Spinoso Tre rami di spino verde, fiorito di otto di bianco, impugnati e posti a ventaglio situato su fondo di colore oro. Gonfalone: Drappo di colore bianco e verde riccamente ornato di ricami d'argento con la iscrizione centrata in argento: Comune di Spinoso. Nel centro del gonfalone è posto lo stemma dell'Ente. |                                  |
|                                 | Teana d'argento aggrappata ad un basilisco con la coda lanciata e una crocetta greca nera Gonfalone: drappo partito di azzurro e di bianco… |                                  |
|                                 | Terranova di Pollino Di rosso, a due daghe di argento, manicate di oro, poste in Croce di Sant’Andrea, con le punte rivolte in alto, accostate nel canton destro del capo da un leone d’oro rampante, coronato dello stesso. D.P.C.M. del 4 novembre 1951 |                                  |
|                                 | Tito Gonfalone: drappo di bianco… |                                  |
|                                 | Tolve D'azzurro, al castello munito di tre torri, la centrale più alta, merlate alla guelfa di tre, finestrate di uno di rosso, il tutto d'argento, chiuso e mattonato di rosso. Ornamenti esteriori da Comune D.P.R. del 31 dicembre 1985 Gonfalone: drappo partito di bianco e di rosso… |                                  |
|                                 | Tramutola Gonfalone: drappo partito di bianco e di verde… |                                  |
|                                 | Trecchina Troncato: il PRIMO, di azzurro, alla cortina di muro d'argento, murata di nero, merlata alla guelfa di nove, uscente dai fianchi e fondata sulla linea di partizione, essa cortina sostenente tre torri d'argento, murate e finestrate di nero, merlate alla guelfa di tre; il SECONDO, di azzurro, al serpente di verde, linguato e allumato di nero, ondeggiante in palo, con la testa rivolta, posto a destra, ed al gallo ardito, policromo al naturale, crestato e bargigliato di rosso, imbeccato e armato d'oro, posto a sinistra. Ornamenti esteriori da Comune. Gonfalone: Drappo di bianco con la bordatura di azzurro… D.P.R. del 28 luglio 2005 |                                  |
|                                 | Trivigno D.P.R. del 30 luglio 1984 Gonfalone: drappo di azzurro… |                                  |
|                                 | Vaglio Basilicata |                                  |
|                                 | Venosa Gonfalone: drappo di verde… |                                  |
|                                 | Vietri di Potenza Di azzurro, alla quercia di verde, ghiandifera di diciotto, d'oro, nodrita nella collina rotondeggiante, centrale, fondata in punta, di verde, la collina centrale parzialmente caricata da quella posta a destra, la collina posta a sinistra parzialmente caricata dalla collina centrale. Ornamenti esteriore da Comune. Gonfalone: Drappo di giallo riccamente ornati di ricami d'argento e caricato dallo stemma comunale con la iscrizione centrale in argento, recante la denominazione del comune. Le parti di metallo ed i cordoni saranno argentati. L'asta verticale sarà ricoperta di velluto giallo con bullette argentate poste a spirale. Nella freccia sarà rappresentato lo stemma del comune e sul gambo inciso il nome. Cravatta con nastri tricolorati dai colori nazionali frangiati d'argento. |                                  |
|                                 | Viggianello D'azzurro, ad una torre, gradata di due pezzi d'argento, fondata su un monte di tre cime di verde ed accostata da due stelle di oro; (alias) : senza i monti e le due stelle d'argento, l'una in capo e l'altra in punta. D.P.R. del 17 gennaio 2000 Gonfalone: drappo di giallo… |                                  |
|                                 | Viggiano Scudo, sormontato da una corona, recante l'effigie di tre torri. (descrizione non araldica) |                                  |